# Stor-Ratiktjärnen
Stor-Ratiktjärnen är en sjö i Sollefteå kommun i Ångermanland och ingår i Ångermanälvens huvudavrinningsområde.